# Новоспаськ (Бурятія)
Новоспаськ (рос. Новоспасск) — село Мухоршибірського району, Бурятії Росії. Входить до складу Сільського поселення Тугнуйського.
Населення — 57 осіб (2015 рік).